# 安德里伊夫卡 (日梅林卡區)
48°50′28″N 28°2′48″E / 48.84111°N 28.04667°E
安德里伊夫卡（烏克蘭語：Андріївка）是位於烏克蘭西南部的村莊，由文尼察州日梅林卡區的沙爾霍羅德市鎮負責管轄。該村面積14平方公里，海拔高度257米，2001年人口332，人口密度每平方公里23.71人。